# Vodacom Cup 2008
La Vodacom Cup de 2008 fue la decimoprimera edición del torneo para selecciones provinciales de Sudáfrica.
El torneo se disputó en el primer semestre en paralelo al Súper Rugby, mientras que la Currie Cup se disputó en el segundo semestre,
El campeón fue el equipo de Blue Bulls quienes obtuvieron su segundo campeonato.

## Sistema de disputa
El torneo se disputó en zonas que se distribuyeron por cercanía geográfica, los cuatro mejores equipos de cada zona clasificaron a los cuartos de final.

## Clasificación

### Sección Norte
| Pos. | Equipo       | Encuentros | Encuentros | Encuentros | Encuentros | Tantos | Tantos | Tantos | PB | PB | Puntos |
| Pos. | Equipo       | PJ         | PG         | PE         | PP         | F      | C      | Dif    | BO | BD | Puntos |
| ---- | ------------ | ---------- | ---------- | ---------- | ---------- | ------ | ------ | ------ | -- | -- | ------ |
| 1.º  | Blue Bulls   | 7          | 5          | 0          | 2          | 279    | 161    | +118   | 6  | 2  | 28     |
| 2.º  | Griquas      | 7          | 5          | 1          | 1          | 259    | 117    | +142   | 4  | 1  | 27     |
| 3.º  | Leopards XV  | 7          | 4          | 0          | 3          | 225    | 192    | +33    | 5  | 1  | 22     |
| 4.º  | Golden Lions | 7          | 3          | 0          | 4          | 200    | 151    | +49    | 4  | 3  | 19     |
| 5.º  | Falcons      | 7          | 3          | 0          | 4          | 212    | 238    | −26    | 5  | 2  | 19     |
| 6.º  | Pumas        | 7          | 3          | 0          | 4          | 198    | 226    | −28    | 2  | 0  | 14     |
| 7.º  | Griffons     | 7          | 1          | 0          | 6          | 106    | 303    | −197   | 2  | 0  | 6      |

### Sección Sur
| Pos. | Equipo              | Encuentros | Encuentros | Encuentros | Encuentros | Tantos | Tantos | Tantos | PB | PB | Puntos |
| Pos. | Equipo              | PJ         | PG         | PE         | PP         | F      | C      | Dif    | BO | BD | Puntos |
| ---- | ------------------- | ---------- | ---------- | ---------- | ---------- | ------ | ------ | ------ | -- | -- | ------ |
| 1.º  | Western Province    | 7          | 6          | 1          | 0          | 268    | 137    | +131   | 3  | 0  | 29     |
| 2.º  | Free State Cheetahs | 7          | 5          | 0          | 2          | 266    | 248    | +18    | 5  | 0  | 25     |
| 3.º  | Boland Cavaliers    | 7          | 5          | 0          | 2          | 236    | 172    | +64    | 3  | 1  | 24     |
| 4.º  | Natal Wildebeest    | 7          | 3          | 0          | 4          | 152    | 178    | −26    | 3  | 2  | 17     |
| 5.º  | SWD Eagles          | 7          | 3          | 0          | 4          | 188    | 197    | −9     | 2  | 1  | 15     |
| 6.º  | Mighty Elephants    | 7          | 2          | 0          | 5          | 174    | 279    | −105   | 4  | 1  | 13     |
| 7.º  | Border Bulldogs     | 7          | 0          | 0          | 7          | 104    | 268    | −164   | 0  | 0  | 0      |

|  | Cuartos de final. |

### Cuartos de final
| 25 de abril | Free State Cheetahs | 35 - 20 | Boland Cavaliers | Vodacom Park, Bloemfontein |  |

| 25 de abril | Blue Bulls | 51 - 7 | Golden Lions | Loftus Versfeld, Pretoria |  |

| 26 de abril | Griquas | 37 - 30 | Leopards | Griqua Park, Kimberley |  |

| 26 de abril | Western Province | 22 - 14 | Natal Wildebeest | Newlands Stadium, Ciudad del Cabo |  |

### Semifinales
| 3 de mayo | Blue Bulls | 40 - 20 | Griquas | Loftus Versfeld, Pretoria |  |

| 2 de mayo | Western Province | 22 - 27 | Free State Cheetahs | Newlands Stadium, Ciudad del Cabo |  |

### Final
| 16 de mayo | Blue Bulls | 25 - 21 | Free State Cheetahs | Loftus Versfeld, Pretoria |  |

| Bandera de Sudáfrica |
| Campeón Blue Bulls   |
| Segundo título       |